# Busmeester
Een busmeester was bij de middeleeuwse gilden degene die tegenwoordig wordt aangeduid als penningmeester.
Gebruikelijk in die tijd was namelijk dat de busmeester het geld van het gilde bewaarde in een bus. En als er grote uitgaven werden gedaan, dan werd er in de bus geblazen.
Tot de taken van de busmeester moeten worden gerekend het innen van het entreegeld voor nieuwe gildeleden en het beheer van de eigendommen van het gilde. Die eigendommen bestonden uit zaken die te maken hebben met de taak die het gilde had in de verdediging van de stad, zoals het banier, het bed voor de wakers en de fakkels, maar ook uit het lijkkleed, de geldkist, de stembus, de gildenpenningen en hun gietvormen, het archief, het gildeboek en het rekenboek. Na een tussenpoos van een jaar kon een gildelid herkozen worden tot busmeester.